# Delway
Delway és una concentració de població designada pel cens dels Estats Units a l'estat de Carolina del Nord. Segons el cens del 2000 tenia 270 habitants.

## Demografia
Segons el cens del 2000, Delway tenia 270 habitants, 88 habitatges i 66 famílies. La densitat de població era de 10,8 habitants per km².
Dels 88 habitatges en un 44,3% hi vivien nens de menys de 18 anys, en un 51,1% hi vivien parelles casades, en un 17% dones solteres, i en un 23,9% no eren unitats familiars. En el 21,6% dels habitatges hi vivien persones soles el 10,2% de les quals corresponia a persones de 65 anys o més que vivien soles. El nombre mitjà de persones vivint en cada habitatge era de 3,07 i el nombre mitjà de persones que vivien en cada família era de 3,55.
Per edats la població es repartia de la següent manera: un 33% tenia menys de 18 anys, un 14,1% entre 18 i 24, un 27% entre 25 i 44, un 16,3% de 45 a 60 i un 9,6% 65 anys o més.
L'edat mediana era de 27 anys. Per cada 100 dones de 18 o més anys hi havia 92,6 homes.
La renda mediana per habitatge era de 36.538 $ i la renda mediana per família de 38.000 $. Els homes tenien una renda mediana de 26.000 $ mentre que les dones 15.000 $. La renda per capita de la població era d'11.268 $. Entorn del 7,9% de les famílies i el 7% de la població estaven per davall del llindar de pobresa.

## Poblacions més properes
El següent diagrama mostra les poblacions més properes.